# 許從龍
許從龍（1519年—1580年），字伯雲，號雲峰，直隸蘇州府崑山縣民籍嘉定縣人，明朝政治人物。

## 生平
嘉靖二十二年（1543年）癸卯科應天府鄉試第一百名舉人。嘉靖三十二年（1553年）中式癸丑科會試第三百二十四名，三甲第一百六十名進士。刑部观政，授江西分宜知县，三十六年八月选授户科给事中，当时辽东发生大饥荒，许从龙建议从山东海运粮食至辽，救活辽人甚衆。四十一年十月升吏科右给事中。

## 家族
曾祖許翊；祖父許襄，州吏目；父許志學，同州判官。母錢氏。弟起龙、应龙。